# Segovia (Gerichtsbezirk)
Der Gerichtsbezirk Segovia ist einer der fünf Gerichtsbezirke in der Provinz Segovia.
Der Bezirk umfasst 55 Gemeinden auf einer Fläche von 1.818,88 km² mit dem Hauptquartier in Segovia.

## Gemeinden
| Gemeinde                    | Einwohner (2024) | Fläche km² | Dichte Einw./km² | Cod INE | Postleitzahl       |
| --------------------------- | ---------------- | ---------- | ---------------- | ------- | ------------------ |
| Abades                      | 859              | 31,98      | 27               | 40001   | 40141              |
| Adrada de Pirón             | 40               | 10,72      | 4                | 40002   | 40192              |
| Aldea Real                  | 287              | 25,28      | 11               | 40012   | 40292              |
| Anaya                       | 119              | 15,19      | 8                | 40017   | 40121              |
| Basardilla                  | 136              | 19,02      | 7                | 40026   | 40180              |
| Bernuy de Porreros          | 1.247            | 9,27       | 135              | 40031   | 40190              |
| Brieva                      | 86               | 13,70      | 6                | 40033   | 40180              |
| Caballar                    | 75               | 16,83      | 4                | 40034   | 40182              |
| Cabañas de Polendos         | 199              | 26,41      | 8                | 40035   | 40392              |
| Cantimpalos                 | 1.427            | 26,29      | 54               | 40041   | 40360              |
| Carbonero el Mayor          | 2.502            | 66,35      | 38               | 40043   | 40270              |
| Collado Hermoso             | 118              | 16,38      | 7                | 40059   | 40170              |
| Cubillo                     | 73               | 20,50      | 4                | 40062   | 40185              |
| Encinillas                  | 352              | 8,27       | 43               | 40072   | 40391              |
| Escalona del Prado          | 468              | 31,79      | 15               | 40073   | 40350              |
| Escarabajosa de Cabezas     | 276              | 16,04      | 17               | 40074   | 40291              |
| Escobar de Polendos         | 166              | 39,65      | 4                | 40075   | 40393              |
| El Espinar                  | 10.145           | 205,10     | 49               | 40076   | 40400–40410        |
| Espirdo                     | 1.607            | 26,01      | 62               | 40077   | 40191              |
| Garcillán                   | 515              | 22,41      | 23               | 40094   | 40120              |
| Hontanares de Eresma        | 1.662            | 6,13       | 271              | 40101   | 40490              |
| Los Huertos                 | 170              | 17,27      | 10               | 40103   | 40490              |
| Juarros de Riomoros         | 45               | 13,89      | 3                | 40105   | 40130              |
| La Lastrilla                | 4.697            | 9,44       | 498              | 40112   | 40196              |
| La Losa                     | 531              | 28,00      | 19               | 40113   | 40420              |
| Martín Miguel               | 263              | 15,30      | 17               | 40119   | 40130              |
| Mozoncillo                  | 907              | 42,74      | 21               | 40134   | 40250              |
| Muñoveros                   | 145              | 19,37      | 7                | 40136   | 40183              |
| Navas de Riofrío            | 439              | 14,86      | 30               | 40904   | 40420              |
| Navas de San Antonio        | 366              | 68,95      | 5                | 40146   | 40408              |
| Ortigosa del Monte          | 587              | 15,41      | 38               | 40901   | 40421              |
| Otero de Herreros           | 966              | 43,71      | 22               | 40152   | 40422              |
| Palazuelos de Eresma        | 5.968            | 36,70      | 163              | 40155   | 40193, 40194       |
| Pelayos del Arroyo          | 48               | 12,44      | 4                | 40157   | 40170              |
| Real Sitio de San Ildefonso | 5.205            | 144,81     | 36               | 40181   | 40100              |
| Roda de Eresma              | 253              | 9,96       | 25               | 40173   | 40290              |
| San Cristóbal de Segovia    | 3.153            | 6,35       | 497              | 40906   | 40197              |
| Santiuste de Pedraza        | 85               | 29,14      | 3                | 40188   | 40171              |
| Santo Domingo de Pirón      | 51               | 27,54      | 2                | 40190   | 40180              |
| Sauquillo de Cabezas        | 137              | 20,28      | 7                | 40192   | 40351              |
| Segovia                     | 51.525           | 163,59     | 315              | 40194   | 40001–40006, 40195 |
| Sotosalbos                  | 135              | 23,92      | 6                | 40199   | 40170              |
| Tabanera la Luenga          | 53               | 12,88      | 4                | 40200   | 40291              |
| Torrecaballeros             | 1.496            | 42,14      | 36               | 40203   | 40160              |
| Torreiglesias               | 256              | 55,08      | 5                | 40205   | 40192              |
| Trescasas                   | 1.105            | 32,66      | 34               | 40207   | 40194              |
| Turégano                    | 1.017            | 70,77      | 14               | 40208   | 40370              |
| Valdeprados                 | 60               | 19,45      | 3                | 40211   | 40423              |
| Valdevacas y Guijar         | 80               | 18,17      | 4                | 40213   | 40185              |
| Valseca                     | 218              | 23,20      | 9                | 40214   | 40390              |
| Valverde del Majano         | 1.126            | 31,00      | 36               | 40216   | 40140              |
| Veganzones                  | 197              | 21,96      | 9                | 40222   | 40395              |
| Vegas de Matute             | 339              | 21,92      | 15               | 40223   | 40423              |
| Yanguas de Eresma           | 117              | 24,28      | 5                | 40231   | 40493              |
| Zarzuela del Monte          | 498              | 28,38      | 18               | 40233   | 40152              |
| Gerichtsbezirk Segovia      | 104.597          | 1.818,88   | 58               | –       | –                  |